# Tabora (regio)
Tabora is een van de 31 administratieve regio's van Tanzania en bevindt zich centraal in dat land. Met een oppervlakte van meer dan 76.000 vierkante kilometer is het ruimschoots de grootste regio van het land. In 2012 had Tabora bijna 2,3 miljoen inwoners. De regionale hoofdstad is Tabora.

## Grenzen
Tabora ligt centraal-noordwestelijk in Tanzania en grenst aan de regio's Shinyanga in het noorden, Singida in het oosten, Mbeya in het zuiden, Rukwa in het westen en Kigoma en Geita in het noordwesten.

## Districten
De regio is onderverdeeld in zeven districten:
- Igunga
- Kaliua
- Nzega
- Sikonge

- Tabora Stad
- Urambo
- Uyui

## Insectenplaag
Een tot dan toe in Afrika onbekend insect richtte in 1981 grote verwoestingen aan in de streek Tabora. Britse experts identificeerden het beestje als de prostephanus truncatus, beter bekend als de grote graanboorkever. De kever komt voor in Midden-Amerika en delen van de Verenigde Staten, maar richt daar gewoonlijk niet zo'n schade aan. In de streek van Tabora verslond de kever zeker 30 procent van de maïsvoorraden, terwijl ook silo's en houten gereedschappen werden aangetast. De Tanzaniaanse landbouwautoriteiten probeerden het gebied te isoleren om uitbreiding van de plaag te voorkomen. In de getroffen streek woonden ongeveer 800.000 mensen, die door de insektenplaag met hongersnood bedreigd werden.